# Veu passiva
La veu passiva és una construcció verbal en algunes llengües per la qual es presenta al subjecte com a passiu (subjecte pacient), mentre que l'acció executada pel verb és exercida per un complement (complement agent) i no pel subjecte agent del verb en veu activa. La veu passiva converteix a un verb transitiu (que requereix un complement per tenir significat) en un verb intransitiu amb un sol argument principal possible (l'agent quan s'expressa mitjançant un adjunt marcat amb cas oblic o preposicional).
El grec, el llatí, entre d'altres llengües, posseeixen morfemes específics per a la veu passiva; en castellà el més semblant que hi ha és el morfema se de la construcció gramatical anomenada pasiva refleja. (Se vende piso = Un piso es vendido por alguien). L'anglès, l'espanyol i altres llengües neollatines o romàniques utilitzen construccions perifràstiques per formar la veu passiva: Verb ser en el temps de l'activa + participi del verb que es conjuga.
{\displaystyle FormaPassiva=VerbSer+Participi}

## Veu passiva en català
La veu passiva en català ha de seguir una sèrie de normes:
- La veu passiva només possible en els verbs transitius.
- Es construeixen amb el verb ser i el verb principal en participi.
- També poden incloure un complement agent introduït per les preposicions per o de, que expressa qui o què fa l'acció.
- Les construccions passives es fan servir quan es vol posar èmfasi en el resultat de l'acció del verb, més que no pas en qui o què l'executa.

Exemples d'oracions passives en català:
- El conductor és multat si no respecta el codi de circulació.
- Enguany els pressupostos ja han estat aprovats.
- El llibre extraviat va ser trobat pel conserge.
- Era un home respectat per/de tothom.

### Passiva pronominal
- L'oració passiva pronominal o passiva reflexiva es construeix amb el pronom es i el verb transitiu en veu activa i en 3a persona.
- No du complement agent.
- És especialment adequada quan no es vol fer constar qui fa l'acció, perquè no es coneix o perquè no és rellevant.

Exemples d'oració passiva pronominal:
- Es preveu la posada en funcionament del servei.
- L'establiment es tancarà a les 20.00 h.
- Es prohibeix l'entrada amb gossos.
- Es fan fotocòpies en color.
- Les finestres ja es poden obrir.
- Cada any es cremen més boscos.
- La festa se celebrà malgrat tots els problemes.